# 2056
|  | Denne artikel beskriver en fremtidig begivenhed Denne artikel eller sektion handler om planlagt eller forventet fremtidig begivenhed. Der kan forekomme spekulativ information, og indholdet kan ændres dramatisk når begivenheden nærmer sig og mere information bliver tilgængelig. |

| 2056               |
| ------------------ |
| Dødsfald - Fødsler |
|                    |

| Gregoriansk kalender | 2056 MMLVI              |
| Ab urbe condita      | 2809                    |
| Armensk kalender     | 1505 ԹՎ ՌՇԵ             |
| Kinesiske kalender   | 4752 – 4753 乙亥 – 丙子 |
| Etiopisk kalender    | 2048 – 2049             |
| Jødisk kalender      | 5816 – 5817             |
| Hindukalendere       |                         |
| - Vikram Samvat      | 2111 – 2112             |
| - Shaka Samvat       | 1978 – 1979             |
| - Kali Yuga          | 5157 – 5158             |
| Iransk kalender      | 1434 – 1435             |
| Islamisk kalender    | 1479 – 1480             |

2056 (MMLVI) begynder året på en lørdag.

## Fremtidige begivenheder
| År | Spire Denne artikel om et år, årti, århundrede eller årtusinde er en spire som bør udbygges. Du er velkommen til at hjælpe Wikipedia ved at udvide den. |